# 경상북도교육청연구원
경상북도교육청연구원(慶尙北道敎育硏究院, Gyeongsangbuk-do Office of Education Research Institute)은 경상북도교육청 소속 교원의 능력 향상을 위하여 경상북도교육청 산하에 설치된 직속기관이다. 연구원장은 교육연구관으로 보한다.

## 연혁
- 1962년 3월 17일: 경상북도교육연구소 설치
- 1964년 10월 1일: 경상북도시청각교육원 분리
- 1969년 1월 25일: 경상북도교육연구원으로 통폐합
- 2018년 1월 1일: 경상북도교육청연구원으로 명칭 변경[3]
- 2018년 3월 1일: 제23대 이예걸 원장 취임[4][5]
- 2019년 3월 1일: 4부 2과 8담당 5센터로 조직 개편
- 2019년 9월 1일: 제24대 김준호 원장 취임[6][7]
- 2020년 12월 8일: 경상북도교육청연구원 심벌마크 정리
- 2020년 8월 18일: 내친구교육넷 가상화 시스템 구축
- 2021년 9월 1일: 제25대 정인보 원장 취임
- 2023년 3월 1일: 제26대 박용휘 원장 취임

## 조직
원장
- 교육과정부
- 교육지원부
- 정책연구부
- 총무부
  - 총무과
  - 정보화과